# Física o Química
Física o Química é uma série juvenil espanhola produzida por Ida y Vuelta, emitida pela Antena 3 e MTV (Espanha) que estreou em 4 de fevereiro de 2008 e finalizou em 13 de junho de 2011 com um total de sete temporadas e setenta e sete episódios emitidos. Em Portugal foi emitida pela MTV Portugal (2010) e pelos canais de SIC Radical (2012) e SIC K (2019), enquanto no Brasil, a série estava prevista para ser lançada no canal SBT em 2012, mas nunca foi transmitida.
Após o final da 7a temporada, anunciou-se, inclusive em redes sociais, que continuaria com uma nova temporada em Neox em resposta à petição de seus seguidores. Mas nunca se terminou de programar. 
Em 22 de abril de 2020 anunciou-se que se estava a preparar um reencontro para o streaming espanhol Atresplayer Premium sob o nome de Física o Químicaː El Reencuentro que conta com Andrea Duro, Adrián Rodríguez, Javier Calvo, Ana Milán, Maxi Iglesias, Blanca Romero, Angy Fernández e outros protagonistas da série.  Úrsula Corberó não pôde participar desse projeto devido a que estava filmando a série da Netflix La Casa de Papel.  
Em 13 de junho de 2023, durante o evento Atresplayer DAY anunciaram-se planos de novos lançamentos para a plataforma Atresplayer Premium, entre eles, a volta da série sob o nome de Física o Química: La Nueva Generación que terá uma nova geração de alunos no Colégio Zurbarán. Em maio de 2024 confirmou-se o elenco e que as gravações começariam durante o verão do mesmo ano. Em 17 de janeiro de 2025, o trailer foi lançado e a data de estreia foi anunciada nele. A continuação da série está prevista para estrear em 16 de fevereiro de 2025 no Atresplayer. A temporada terá 8 episódios de 50 minutos.

## Sinopse
O colégio madrileno Zurbarán recebe aos novos professores, que terão que conviver com alunos de todo o tipo, com problemas reais que ilustrarão o que acontece dia a dia, onde têm lugar situações relacionadas com o álcool, as drogas, o sexo, o racismo, a homofobia, o bullying, gravidezes a temporã idade, entre outras coisas, isto é, temas atuais que estão mais ou menos presentes na vida de muitos adolescentes, portanto, porão a prova a capacidade profissional do profesorado e as consequências das decisões tomadas quando se é ainda um adolescente.
A série desenvolve-se no Colégio Zurbarán, um instituto no que se tratam conflitos entre alunos e professores, e os problemas atuais da sociedade adolescente.
As relações sociais entre as personagens tomam máximo protagonismo, e para além de pôr limite entre professores e alunos, a série trata a ambos grupos quase de forma igual, com relações amorosas entre eles incluídas. Com isso, se quis refletir da forma mais verídica como tem mudado nos últimos anos a interacção entre professores e alunos na maioria de institutos de Espanha. Por isso, o argumento tem recebido críticas negativas sobre o modelo de vida escoar que se dá.

## Personagens

### Principais

#### Alunos
- Yolanda «Yoli» Freire Carballar, Andrea Duro (T1-T7): Yoli é conhecida com apelidos depreciativos como "a vadia poligonera" por ser a rapariga (garota) mais promíscua da escola. Nesta série você poderá ver como sua personagem vivencia situações extremas como ter um irmão na prisão, Berto, ou ser estuprada por um amigo de Gorka na 2ª temporada. Ela já esteve com Isaac, Quino, Julio, etc. Mais tarde, ela se torna a representante da escola na 7ª temporada.
- Fernando “Fer” Redondo Ruano, Javier Calvo (T1-T7): Fer, este papel desempenhado por Javier Calvo, é baseado em um jovem homossexual que ainda não reconheceu publicamente sua sexualidade. Na primeira temporada ele se apaixona por Rubén de la Torre, o irmão de Julio, mas esse amor não acontece porque ele se suicida no primeiro episódio. Mais tarde ele se apaixona por Julio, mas ele o rejeita, por ser heterossexual, e durante a terceira temporada ele conhece David, por quem se apaixona e protagoniza uma das histórias de amor mais importantes da série. Este personagem morre no penúltimo episódio da série devido a um tiro.
- David Ferrán Quintanilla, Adrián Rodríguez (Recorrente T3; Principal T4-T7): David a princípio não aceitava sua sexualidade e, após conhecer Fer, descobre realmente qual é sua orientação sexual, revelando-a no último capítulo do terceira temporada. A partir daqui começa uma relação de altos e baixos contínuos.
- Ruth Gómez Quintana, Úrsula Corberó (T1-T6; Convidada T7): Ruth é uma adolescente que vem de uma família rica, cujos pais morrem em um acidente de carro na primeira temporada. Devido ao relacionamento que seu pai tinha com a diretora da escola, Clara, ele a faz ficar com a guarda de Ruth e permanece sob seus cuidados. Quanto aos seus relacionamentos amorosos na série, a princípio ela namora com Gorka e outros rapazes, mas o mais importante e influente é Cabano, embora outro de seus relacionamentos importantes seja o que ela tem com Román, um rapaz que Clara adota. Em relação às questões atuais, Ruth interpretou uma rapariga (garota) que sofria de bulimia durante a terceira temporada.
- Paula Blasco Prieto, Angy Fernández (T1-T6; Convidada T7): Paula é uma adolescente com um estilo muito marcado e bastante emo. Ela é irmã de Isaac e vive sob uma educação bastante sexista e paternalista. Na primeira temporada ele se apaixona por Jan, o que faz com que tenha constantes problemas e confrontos com os pais. No final da segunda temporada seu irmão morre, e este é um dos momentos mais importantes da série, pois marca um antes e um depois em seu papel. Na quarta temporada, ela descobre Cabano e Ruth juntos, e por causa da dor que sentiu, decide ter relações sexuais com Gorka, engravidando assim. Pelo relacionamento que têm com o bebê, eles se apaixonam. Antes do nascimento do filho, Gorka é acusado de estupro, embora sua culpa não seja comprovada, ele decide ir embora devido à sua ficha, e isso faz com que Paula realize o resto da gravidez sozinha. Na quinta temporada, no último episódio, Gorka volta para ver seu filho nascer. Na sexta temporada, Paula vai trabalhar, para sustentar o filho e pagar a escola, mas finalmente decide seguir seu sonho, ser cantora, e viver uma vida com seu grande amor, Gorka.
- Julio de la Torre Reig, Gonzalo Ramos (T1-T5; Recorrente T6; Convidado T7): Julio é um rapaz focado em futebol, cujos pais não se interessam por ele, pois sua mãe viaja constantemente e seu pai o abandonou quando era criança. Após a morte do irmão, ele sofre um dos piores momentos, mas consegue superá-los ao se apaixonar por Cova, ex-namorada de seu irmão. Aí esse relacionamento termina e começa a se perder de certa forma. Ele se concentra na academia, e lá conhece um rapaz que pertence a uma gangue neonazista, à qual acaba pertencendo. Na terceira temporada ele conhece Violeta, que o ajuda a sair dessa situação e voltar à vida normal. Mais tarde, ele desenvolve um relacionamento com Yoli, que perde por causa do pai. Por fim, como nota final à sua participação na última temporada como personagem principal da série, ele retoma o relacionamento com Cova e os dois decidem retornar ao Alicante.
- César Cabano de Vera, Maxi Iglesias (T1-T5; Convidado T7): Cabano é um dos personagens mais importantes desta série. Ele é conhecido como o rapaz bonito da escola. Esse personagem passa por grandes adversidades, como separação dos pais, abusos do pai ou sofrimento de câncer. Quanto aos relacionamentos amorosos, Ruth é a mais importante, embora durante a série tenha se relacionado com Alma ou Paula. Finalmente decide seguir o seu sonho, ser jogador de futebol, e para isso vai para Inglaterra, deixando para trás toda a sua vida e todos os seus amigos.
- Alma Núñez Fontdevilla, Sandra Blázquez (T3-T7): Alma é uma personagem que esconde muitos segredos, e ao mesmo tempo é polêmica e odiada de certa forma por muitos. Com sua chegada na terceira temporada, teve relações sexuais e amorosas com Paula e Cabano, fazendo ménage à trois com eles, depois ficou com Quino e finalmente com Álvaro. Alma aparenta ser fria e calculista mas na verdade tem um bom coração, características que demonstrou ao longo de sua participação na série.
- Gorka Martínez Mora, Adam Jezierski (T1-T4; Recorrente T5 e T6; Convidado T7): Gorka é o "mau" da turma, xenófobo, homofóbico e sexista. Ele tem uma relação tóxica com Ruth, um amor muito tempestuoso que. faz com que ele crie muitos problemas. Depois de várias temporadas, e depois de ser odiado pela grande maioria, ao saber de sua paternidade decide mudar e ser uma boa pessoa. Ele inicia um novo relacionamento com Paula, mãe de seu filho, e finalmente, na 6ª temporada, após muitos problemas entre eles, conseguem ficar juntos.
- Álvaro Soler, Álex Batllori (T5-T7): Álvaro é um rapaz rico, que pensa que pode controlar tudo com dinheiro e que pode administrar todas as coisas como quiser.
- Rashid Lorente Arco “Román”, Nasser Saleh (T5-T7): Román é um adolescente de origem árabe, frio e distante, devido ao seu passado polêmico e difícil. Ele é adotado por Clara. Quando chegou ao centro era um rapaz que interagia pouco, mas com o passar do tempo conseguiu se adaptar e se tornar mais um.
- Teresa Parra Lebron, Lucía Ramos (T5-T7): Teresa é uma rapariga (garota) tímida, inibida, pouco sociável em certos aspectos, e isso faz com que ela seja considerada a boba da escola e ridicularizada. Um dos momentos mais marcantes é quando descobre que sua mãe é Verónica, professora de Línguas e Literaturas. Na sétima temporada, sua personalidade muda completamente e ela se torna uma das garotas mais populares.
- Salvador «Salva» Quintanilla, Álex Martínez (T6-T7): Salva é um rapaz sério, que interage pouco com os demais e adora escrever poemas. Isso o torna completamente diferente dos outros adolescentes e o destaca por isso. Em certos momentos ele é vítima do ridículo por seu jeito de ser.
- Covadonga «Cova» Ariste Espinel, Leonor Martín (T1-T3; Convidada T5; Recorrente T6; Convidada T7): Covadonga, mais conhecida por "Cova", é uma rapariga (garota) hippie, boémia e bastante madura para a idade, é o que a define além do resto, sendo em muitos casos uma líder para o resto dos seus amigos.
- Joaquín “Quino” Domínguez Palma, Óscar Sinela (T3-T4): Quino é um rapaz cristão evangélico, apaixonado por música. Ele é venezuelano e espanhol. Seu papel começou a ganhar importância quando começou seu relacionamento com Yoli. Sua passagem pela série foi breve, pois seu personagem decidiu abandonar tudo para viver da música após ser expulso por trazer álcool para uma festa.
- Jon de Álex Hernández, Jon (T6-T7): é um rapaz cadeirante, pertence, como outros atores, à segunda geração de Física ou da Química. Suas características são de um caráter soberbo e excessivo em certos momentos. Nele é feita referência a uma das “diversões” mais conhecidas entre os jovens, ou seja, a “varanda”, por isso ficou paralisado. De certa forma, seu personagem serviu para conscientizar os adolescentes.
- Daniela Vaquero Castiñeira, Lorena Mateo (Recorrente T5; T6-T7): Daniela é uma rapariga (garota) arrogante e caprichosa. Ela é irmã do dono da escola e isso a coloca, segundo ela, em uma situação superior aos outros colegas, já que constantemente faz o que quer.
- Jan Taeming, Andrés Cheung (T1-T2; Convidado T7): Jan é um rapaz asiático, cuja família tinha poucos recursos e por isso trabalhava na loja da família. Seu ponto alto foi quando iniciou um relacionamento com Paula. Com esse personagem, foram discutidos temas como xenofobia e racismo.
- Isaac Blasco Prieto, Karim El-Kerem (T1-T2): Isaac é um personagem relevante por duas temporadas. Ele é irmão de Paula e era mais conhecido pelo relacionamento com uma das professoras, Irene. Ele morre na segunda temporada, devido a um acidente de quadriciclo.
- Violeta Cortés Calvo, Irene Sánchez (T3; Recorrente T4): Violeta é uma personagem que representa todas aquelas raparigas (garotas) que não têm bom corpo, mas que ainda têm sentimentos que devem ser levados em consideração. Em certos momentos da série zombam dela pelo seu corpo, mas isso não a faz perder a esperança de estar com o rapaz que ela gosta, Julio.

## Produção
Em 31 de março de 2008, a MTV Espanha anunciou a emissão de várias temporadas de Física ou Química que se emitiram entre setembro e outubro desse mesmo ano em adiante, enquanto Antena 3 emitia os novos episódios. Na primeira temporada abandonou a série Michel Gurfi que interpretava a Jonathan. Na segunda temporada incorpora-se e, abandona esta mesma temporada Michel Brown (Miguel). Despediram-se as personagens de Karim El-Kerem (Isaac), Xavi Mira (Félix) e Andrés Cheung (Jan)
Em 2009 ganhou o Prêmio Ondas à Melhor série espanhola e a partir desse mesmo ano a série emite-se na França no canal NRJ 12 como Physique ou Chimie e nos Estados Unidos e América Latina emite-se no canal Antena 3 Internacional nas quartas-feiras às 16h. Seu máximo de audiência, foi no capítulo El eterno retorno (2.ªparte) da segunda temporada com 3.916.000 telespectadores e um 22.1% de quota de ecrã, enquanto seu mínimo teve lugar na emissão do capítulo Espectáculo pertencente à sétima temporada com 1.439.000 telespectadores e um 7.3% de quota de ecrã (Share).
Na terceira temporada incorporam-se à série: Álex Barahona (Berto), Adrián Rodríguez (David), Sandra Blazquez (Alma), José Manuel Seda (Martín), Oscar Sinela (Quino) e Irene Sánchez (Violeta). Leonor Martín (Cova) despede-se de maneira temporária da série. 
Na quarta temporada incorporou-se Marc Clotet (Vaquero). Depois de finalizar a quarta temporada, alguns dos actores principais deixaram a série: Irene Sánchez (Violeta), Joaquín Climent (Adolfo), Óscar Sinela (Quino), Cecilia Freire (Blanca) e Blanca Romero (Irene). 
Na quinta temporada incorporaram-se à série: Álex Batllori (Álvaro), Lucía Ramos (Teresa), Nasser Saleh (Román), Cristina Alcázar (Marina), Sergio Mur (Jorge), Olivia Molina (Verónica) e, Lorena Mateo (Daniela). A temporada se pre-estreou em 5 de maio de 2010. Abandonam a série  Adam Jezierski (Gorka), Maxi Iglesias (Cabano), Bart Santana (Roque) e, reaparece  Leonor Martín (Cova).
A sexta temporada chegou com as incorporações de Álex Hernández (Jon), Álex Martínez (Salva), que já tinha participado na série interpretando a outro personagem (Samuel) num episódio da quarta temporada, e Enrique Arce (Arturo). Em contraste, as saídas de Gonzalo Ramos (Julio), Leonor Martín (Cova), Álex Barahona (Berto), José Manuel Seda (Martín),  Sergio Mur (Jorge), Cristina Alcázar (Marina), Úrsula Corberó (Ruth), Angy Fernández (Paula), Nuria González (Clara) e, Adam Jezierski (Gorka). Este último voltou para os dois capítulos finais da temporada para fechar sua trama com Paula, Angy Fernández. A temporada foi pre-estreada no Cinema Capitol de Madrid, como já tinha ocorrido em anteriores temporadas, em 7 de setembro de 2010 e, em televisão se estreou em 15 de setembro do mesmo ano.
A sétima temporada começou a gravar-se em 28 de fevereiro de 2011 e, estreou-se em 5 de maio de 2011. Esta nova etapa contou com novos personagens: Fernando Andina (Enrique), Sabrina Garciarena (Sara), Juan Pablo Di Pace (Xavi). Para o adeus da série voltaram os antigos alunos e professores do Zurbarán: Angy Fernández (Paula), Adam Jezierski (Gorka), Úrsula Corberó (Ruth), Maxi Iglesias (Cabano), Gonzalo Ramos (Julio), Leonor Martín (Cova), Andrés Cheung (Jan), Branca Romero (Irene), Cecilia Freire (Branca), Álex Barahona (Berto), José Manuel Seda (Martín), Xavi Mira (Félix), Joaquín Climent (Adolfo), Nuria González (Clara), e Cristina Alcázar (Marina).

### Desenvolvimento
Física ou Química começou em 4 de fevereiro de 2008 com o episódio "Cosas que hacer antes de estar muerto" e concluiu o 13 de junho de 2011 com o episódio "Si pudiera volver atrás". A série de Antena 3 teve críticas pelo que se mostrava nela, no entanto a Antena 3 a apoiou até o final e desde a primeira temporada, a série contou com o apoio do grande público especialmente adolescente. Em 31 de março de 2008, a Antena 3 confirmou uma segunda temporada da série, a qual teve entre seus episódios, o mais visto na história da série, titulado "A eterna volta (2.ª parte)" com 3.916.000 espectadores e uma quota de ecrã de 22,1 % e teve uma nova trilha corrente na cabeceira: a canção de Despistaos com o mesmo nome da série. A quinta temporada marcou o início de uma nova etapa com a chegada de uma nova geração de personagens com os quais algumas das histórias foram concluídas e outras abertas. Na sétima e última temporada só tinha 3 personagens fixas desde a 1.ª temporada que eram Yolanda "Yoli" Freire (Andrea Duro), Fernando "Fer" Redondo (Javier Calvo) e Olimpia Díaz (Ana Milão). Esta sétima temporada teve uma baixada de audiência muito notável e um de seus episódios foi o menos visto da série. Foi "Espectáculo" com 1.439.000 espectadores e um 7,3 % de quota de ecrã. Assim depois de 7 temporadas, a série se despediu com o episódio 77, intitulado "Se pudesse voltar a atrás".
Ao longo da série, teve como sintonia na cabeceira a canção "Física ou química", que ao passar as temporadas foi mudando de intérpretes. Desde a segunda até a quarta temporada e na sétima, a banda Despistaos encarregou-se da sintonia, na quinta, El sueño de Morfeo e na sexta Angy Fernández.

### Palcos
- O colégio Zurbarán: É o instituto onde ocorrem a maioria das histórias de alunos e professores. Podem decorrer as situações em diversas zonas da escola, bem como as salas, a cafeteria, a biblioteca, os corredores, o elevador, a sala de professores, a direcção, os banhos, os vestuários, o gimnasio, a sala do jogos, sala de detenção, sala de maestro...

- A casa dos professores: Principalmente habitada pelas professoras Irene (Blanca Romero) e Blanca (Cecilia Freire) é o andar, curiosamente, sempre alojado por professores. Após ser alugado por Miguel, (Michel Brown), foi alojado também por Violeta (Irene Sánchez), a sobrinha de Irene. Depois da marcha desta última, sua habitação foi alugado por Vaquero (Marc Clotet), quem ficou finalmente com o andar depois da marcha de Irene e Branca. Mais tarde, Vaquero alugou o andar a Verónica (Olivia Molina) e a Jorge (Sergio Mur). Devido ao contínuo tonteo destes últimos, Vaquero decidiu deixar o andar a cargo de Verónica. Mas devido à ruptura com Jorge, este último também abandonou. Faz já anos o andar estava compartilhado por (Olivia Molina), Sara (Sabrina Garciarena) e Xavi (Juan Pablo Di Pace).

- O pátio do Zurbarán: É um palco esporádico já que costuma recorrer nos momentos da matéria de Educação Física.

- Outras: Pode referir a outros palcos não fixos, bem como as moradias de outros alunos ou um restaurante, a mesma rua, etc. Muitos palcos exteriores gravaram-se em ruas de Madrid, concretamente do Barrio del Pilar, Bairro de La Paz, Praça de Espanha ou áreas do centro da cidade. Também em outras localidades como Rivas ou Leganés.

## Episódios
| Temporada | Temporada | Episódios | Estreia                | Final                  | Audiência    | Audiência             | Audiência |
| Temporada | Temporada | Episódios | Estreia                | Final                  | Espectadores | Quota de ecrã (Share) |           |
| --------- | --------- | --------- | ---------------------- | ---------------------- | ------------ | --------------------- | --------- |
|           | 1         | 8         | 4 de fevereiro de 2008 | 31 de março de 2008    | 3 186 000    | 18,2%                 |           |
|           | 2         | 14        | 8 de setembro de 2008  | 8 de dezembro de 2008  | 3 047 000    | 17,3%                 |           |
|           | 3         | 11        | 13 de abril de 2009    | 22 de junho de 2009    | 3 032 000    | 17,0%                 |           |
|           | 4         | 14        | 22 de setembro de 2009 | 16 de dezembro de 2009 | 2 977 000    | 17,6%                 |           |
|           | 5         | 9         | 11 de maio de 2010     | 6 de julho de 2010     | 2 599 000    | 15,4%                 |           |
|           | 6         | 14        | 15 de setembro de 2010 | 14 de dezembro de 2010 | 2 175 000    | 12,5%                 |           |
|           | 7         | 7         | 5 de maio de 2011      | 13 de julho de 2011    | 1 737 000    | 10,7%                 |           |
|           | Total     | 77        | 2008                   | 2011                   | 2 679 000    | 15,5%                 |           |

### Programas especiais
- Física o química. Lo vivido:  Um apartado especial da série que se começa a emitir a partir da terceira temporada. Nestes especiais mostra-se o vivido pelas personagens até a data. Criou-se isto para os que não seguissem a série desde o princípio pudessem pôr ao dia.
- Let's FoQ: um programa apresentado por Jonathan Ruiz que começou a se emitir através do site da corrente Antena 3 e que agora transmite Antena.Neox dedicado à série, com entrevista aos actores, avanços das temporadas, notícias e outras muitas coisas.
- Casting FoQ: foi um concurso no que vários concursantes participavam para actuar num episódio da sexta temporada da série. As votações era submetidas a votação popular e mais tarde só ficar três, um destes optava a se converter em actor por um dia após ser seleccionado por um júri profissional. O casting foi fechado o 1 de setembro. Cujos ganhadores são Carolina Serrano e Jorge Sánchez. Pomba Macías e Anderson Synthes, actores da série on-line 'Causa e Efeito', participaram neste casting chegando a estar entre os 10 primeiros.
- Webisodios: como novidade da sexta temporada se oferecem uns breves episódios que emitir-se-ão só em internet com tramas paralelas nas que descobrir-se-ão coisas relacionadas com todo isso que passa pelo Zurbarán e que até agora se desconhecia. Os Webisodios estarão disponíveis após a cada capítulo da nova temporada.
- Física o química. La secuencia final (ou Física o química. Lo que hemos vivido): especial emitido depois do último capítulo com entrevistas a diversos actores da série e uma recopilación das imagens mais emotivas, cástines, etc.
- Ademais a série tem diversos making-off e tomadas falsas disponíveis no site oficial da série.
- Física o química: El reencuentro é uma miniserie espanhola produzida por Buendía Estudos para Atresplayer Premium que se estreou o 27 de dezembro de 2020. Constou de dois capítulos e finalizou o 3 de janeiro de 2021. É a secuela da série Física ou química emitida em Antena 3 entre 2008 e 2011.[4] Atresmedia tem previsto emitir e aberto a miniserie Física o Químicaː El reencuentro, na Espanha e América Latina através do canal Atreseries ao longo do ano 2021. Previamente Atreseries emitirá ao longo de 2021-2022 a série original Física o Química integralmente em aberto.

## Críticas
A série recebeu críticas negativas geralmente e diversas comparações com a série britânica Skins. Pelo contrário foi respaldada por uma audiência fiel e cosechó um sucesso destacable traspassando as fronteiras espanholas, além de diversos prêmios em 2009, entre eles a «Melhor série espanhola».

Es una serie sobre profesores y alumnos con un reparto más sólido en el lado docente. El problema es que no se vio nada que no se haya visto. El aulario televisivo quizás sea el subgénero menos original. Desde luego, mucho menos que algunas series de médicos o policías. Da la sensación que el único remedio narrativo en este tema es escapar hacia la sátira y el estereotipo deforme [...] El capítulo empezó con una crisis y terminó con un suicidio para señalar que la cosa no va de guasa.— Tomás Delclós, El País
Blanca Romero era conocida hasta el lunes por ser la exnovia del torero Cayetano Rivera Ordóñez. Aparte de aquella relación -que le ha permitido pasearse de fiesta en fiesta, con caché-, de sus actividades musicales y de pinitos televisivos, la modelo asturiana no había tenido una oportunidad profesional como ésta. Ella es una de las protagonistas, el reclamo principal de esta producción de Ida y Vuelta, la división de ficción de Boomerang TV. Y aprovecha bien su papel: es creíble y valiente.
Na Itália a série recebeu e recebe críticas negativas, apesar do sucesso muito positivo tinha entre os adolescentes italianos. Agora a VI temporada, que tinha que ser transmitida dantes de que finalizasse o 2012 e começasse o 2013, tem sido suspendida pelas pressões dos católicos conservadores e homófobos que definem esta "inapropiada" por mostrar abertamente o tema da homosexualidad e a acusando de ser  "zapaterista".

## Prêmios
- Menção especial TV no Festival Internacional de TV e Cinema Histórico Reino de Leão para Ana Milão (Olimpia).
- Prêmio Ondas 2009 à Melhor série espanhola por "sua capacidade para ligar com o público jovem e adaptar ao desenvolvimento multiplataforma dos conteúdos".
- Prêmio Shangay 2009 à Melhor série.
- Prêmio Jovem 2009 da denominação de origem da Mancha às actrizes da série: Branca Romero, Angy Fernández e Úrsula Corberó.

## Produtos derivados da série

### Trilha corrente
Cinco de Enero é o grupo formado a partir da criação de Física ou química, que dá as canções que saem em diferentes ocasiões da cada capítulo, já seja na cabeceira, entre cenas, ou nos créditos, sendo assim a trilha corrente da série. Cinco de Janeiro está formado por Joaquín Peña (cantor, compositor e responsável pela produção e arranjos dos temas) e José Juan Poyatos, colaborando no grupo. O grupo sacou um disco recopilatorio o 25 de novembro com todas as canções suas que tinham saído na série mais outras quantas que têm sido por artistas conhecidos como Pignoise, Pereza, entre outros mais.
Por outro lado, com motivo da estréia da segunda temporada, a série tem contado com os serviços de Despistaos para a promoção, por meio de uma canção do mesmo nome que a série, que está incluída no recopilatorio do grupo, intitulado Lo que hemos vivido, posto à venda o 7 de outubro de 2008. A canção serve de sintonia de cabeceira, e é também frequentemente resgatada em diversas cenas e tons. Na Quinta e Sexta temporada da série, dita cabeceira foi cantada por El Sueño de Morfeo e Angy respectivamente.
Não obstante, desde mediada a segunda temporada da série, incluíram-se canções atuais de âmbito pop de conhecidos intérpretes, como Revólver (Tiempo pequeño), OBK (Yo no me escondo), The Cabriolets (Poco a poco) ou Laura Pausini (En cambio no, que também foi tema principal da telenovela mexicana En nombre del amor) entre muitos outros temas.
Além disso, com a emissão da segunda temporada, pôs-se à venda um duplo disco que incluía as canções de Cinco de Enero, Despistaos e as mencionadas dantes, e contava com numerosos sucessos não incluídos na série, como Pereza (Estrella polar), Pignoise (Sube a mi cohete), Carlos Baute (Colgando en tus manos), Melocos (Cuando me vaya), Belanova (Baila mi corazón), Belinda (Bella traición) ou O sonho de Morfeo (Chocar). É notável o facto de que o disco trazia uma versão de uma canção de Cinco de Enero cantada por Adam Jezierski, Gorka na série, e incluía o sucesso de outra das protagonistas na ficção, Angy (Paula), Sola en el silencio.
O 22 de dezembro de 2020 sacou-se um disco recopilatorio com todas as canções saídas na série com motivo de Física o químicaː El Reencuentro (é uma miniserie espanhola produzida por Buendía Estudos para Atresplayer Premium que se estreou o 27 de dezembro de 2020. Constou de dois capítulos e finalizou o 3 de janeiro de 2021. É a secuela da série Física ou química emitida em Antena 3 entre 2008 e 2011.)

### Revista oficial FoQ
O 19 de março de 2008 começou-se a comercializar uma revista oficial da série, dirigida ao público juvenil e adolescente, onde se expõem entrevistas exclusivas às personagens, além de testes e notícias relacionadas com temas da série, alguns dados extra, fotos de toda a partilha de actores, curiosidades e demais. A revista é bastante popular no sector juvenil.
Também tem secções de maquillaje. Na revista colaboram os jornalistas Esther da Cruz e Nacho Medivas.

### Livro
Edições B e Ida e Volta sacaram a primeira novela com os protagonistas de Física ou química o 19 de novembro de 2009. Titula-se Mistério no Zurbarán e está escrita por Glória Fortún.
A trama de Mistério no Zurbarán é completamente inédita e não pode ver em nenhum capítulo da série de televisão.

### Jogo
É um jogo de mesa que trata sobre a série, sacado sobre 2009-2010. No jogo podes-te encontrar com perguntas sobre os alunos, os professores e o colégio Zurbarán.

## Exportações
Antena 3 chegou a um acordo com a corrente francesa NRJ12 para a emissão no país galo desta série, dobrada ao francês e telefonema Physique ou Chimie. Os nomes das personagens são todos mudados e a canção da cabeceira inventada pelos franceses. O canal galo confia em que a série juvenil de Antena 3 lhe sirva para criar um novo fenómeno fã similar ao que se gerou faz quase uma década com a série “Um passo adiante”, mais conhecida em #o França baixo o título “Um, dois, três”.
Em América é emitida por Antena 3 Internacional, tendo excelente recepção do público, sendo vista por 21 milhões de pessoas. Emite-se em Portugal no canal SIC RADICAL todos os dias, às 5 da tarde.
Desde o 4 de setembro de 2010 emite-se também em Itália no canal digital terrestre Rai 4 como Física o Chimica nos sábados às 20:00. Os nomes das personagens são iguais que a versão original espanhola, a excepção de Roque, que em italiano é Rocco, e de Violeta, que em italiano é Violetta. Actualmente está a emitir-se a 5.ª temporada.

## Emissão em outros países
A série que se emite em outros países é a mesma só que dobrada (dublada) ou subtitulada (como em Portugal) a seu idioma, a excepções de Estados Unidos onde se realizou uma versão chamada Relações perigosas protagonizada por talento de Telemundo.
| País                          | Estréia                 | Canal                            | Título                             |
| ----------------------------- | ----------------------- | -------------------------------- | ---------------------------------- |
| Nicaragua                     | 2011                    | Viva Nicarágua (Canal 13)        | Física o química                   |
| Estados Unidos América Latina | 2008                    | Antena 3 Internacional           | Física o química                   |
| México                        | 16 de fevereiro de 2015 | Atreseries                       | Física o química                   |
| Bulgaria                      | 2 de agosto de 2011     | bTV Média Group                  | Физика или химия                   |
| Quebec                        | 2012                    | TOU.TV                           | Physique ou Chimie                 |
| Francia                       | 24 de agosto de 2009    | NRJ 12 / June                    | Physique ou Chimie                 |
| Bélgica                       | 24 de agosto de 2009    | NRJ 12 / June                    | Physique ou Chimie                 |
| Suiza                         | 24 de agosto de 2009    | NRJ 12 / June                    | Physique ou Chimie                 |
| Andorra                       | 24 de agosto de 2009    | NRJ 12 / June                    | Physique ou Chimie                 |
| Mónaco                        | 24 de agosto de 2009    | NRJ 12 / June                    | Physique ou Chimie                 |
| Italia                        | 4 de setembro de 2010   | Rai 4                            | Fisica o chimica                   |
| Portugal                      | 2009 2012 2019          | MTV Portugal, SIC Radical, SIC K | Física ou Química / Físico-Química |

## Versões
- Em 2012, a corrente estadounidense de fala hispana Telemundo realizou uma adaptação titulada Relações perigosas, protagonizada pelos actores Sandra Echeverría e Gabriel Coronel, a qual teve uma aceitação considerável.